# Dąbrówka Mała (Szczaniec)
Dąbrówka Mała (bis 1945 Klein Dammer oder Klein-Dammer) ist ein Dorf in der polnischen Woiwodschaft Lebus, Gemeinde Szczaniec (Stentsch). Klein Dammer war auch der Name des zugehörigen Vorwerks und Schlosses.

## Geographische Lage
Der Ort liegt in Niederschlesien, etwa zwanzig Kilometer südöstlich der Stadt Meseritz (Międzyrzecz), acht Kilometer südlich der Stadt Tirschtiegel (Trzciel) und achtzehn Kilometer östlich der Stadt Schwiebus (Świebodzin).

## Geschichte
Das ehemalige Rittergut Klein Dammer war früher ein Sitz der Familie Tschammer. Der deutsche Name des Ortes und des Schlosses ist von damb, was Eiche bedeutet, abgeleitet. In der landwirtschaftlich geprägten Ortschaft gab es im 19. Jahrhundert eine Wassermühle, eine Windmühle und eine Försterei.

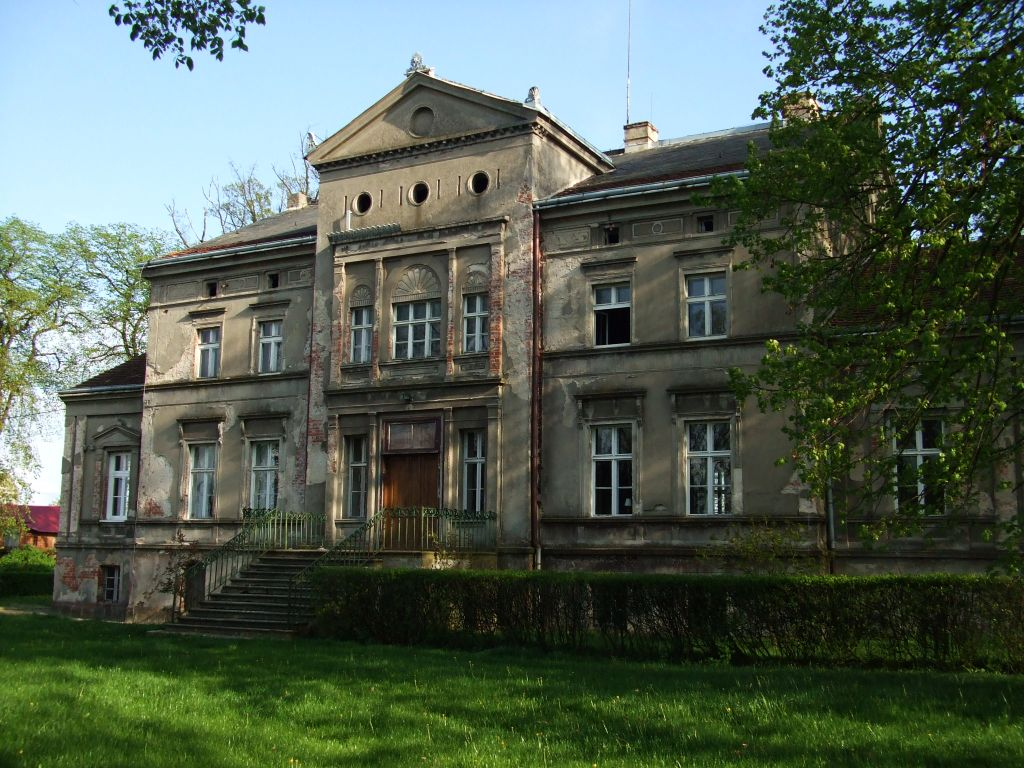
Schloss Klein Dammer im Jahr 2008

Das Gut Klein Dammer, zu dem das Schloss Klein Dammer gehörte, umfasste 605 Hektar. Es gehörte später zusammen mit Walmersdorf und Keltschen der Familie von Mandel, die ab 1870 das um 1850 im klassizistischen Stil gebaute Schloss bewohnte. Max von Mandel (1834–1910) und Eugenie von Mandel, geborene Walleiser, (1842–1890) ließen ihre jüngeren Kinder Ella, Sophie, Victor und Erich zu Beginn der 1880er Jahre von Martha Fontane erziehen. Aus dieser Zeit sind zahlreiche Briefe Martha Fontanes an ihre Eltern erhalten geblieben, in denen sie das Leben in Klein Dammer schildert.
Klein Dammer gehörte 1908 zum Amtsbezirk Schmarse; der Gutsbezirk wurde 1928 in die Landgemeinde Kleindammer eingegliedert. 1935 wurden die Landgemeinden in Gemeinden umbenannt.
Die Ortschaft Klein Dammer zählte bis 1945 zum Kreis Züllichau-Schwiebus im Regierungsbezirk Frankfurt der Provinz Brandenburg des Deutschen Reichs.
Gegen Ende des Zweiten Weltkriegs besetzte im Frühjahr 1945 die Rote Armee die Region. Bald darauf wurde Klein Dammer unter polnische Verwaltung gestellt. In der Folgezeit wurde die einheimische Bevölkerung von der örtlichen polnischen Verwaltungsbehörde vertrieben und durch Polen ersetzt. Das deutsche Dorf Klein Dammer wurde in Dąbrówka Mała umbenannt.

### Gut und Schloss seit 1995
Um 1995 wurden Gut und Schloss von der deutschen Familie Schloeßer aufgekauft, die das Gut und die Ländereien seither bewirtschaftet. Der Hof wurde nach aufwendigen Renovierungsarbeiten weitgehend wiederhergestellt und weist seit 2002 auch wieder einen Kuh- und einen Schweinestall auf.
Der Wohnbereich des Schlosses ist auf die erste Etage beschränkt, die obere Etage ist derzeit nicht renoviert. Da eine Zentralheizung fehlt, werden die Wohnräume mit den vorhandenen Kachelöfen beheizt, unter Verwendung von Brennholz. Warmwasser liefern Durchlauferhitzer.

### Einwohnerzahlen
- 1816: 190[4]
- 1871: 097 in 22 Haushaltungen[5]
- 1933: 302[6]
- 1939: 277[6]

## Söhne und Töchter des Ortes
- Elisabeth Lupka (1902–1949), KZ-Aufseherin